# Округ Рајс (Минесота)
Округ Рајс (енгл. Rice County) је округ у америчкој савезној држави Минесота.

## Демографија
По попису из 2010. године број становника је 64.142, што је 7.477 (13,2%) становника више него 2000. године.
| Група             | 2000.          | 2010.          |
| Белци             | 51.257 (90,5%) | 54.566 (85,1%) |
| Афроамериканци    | 741 (1,3%)     | 2.072 (3,2%)   |
| Азијати           | 826 (1,5%)     | 1.314 (2,0%)   |
| Хиспаноамериканци | 3.117 (5,5%)   | 5.122 (8,0%)   |
| Укупно            | 56.665         | 64.142         |